# NZG

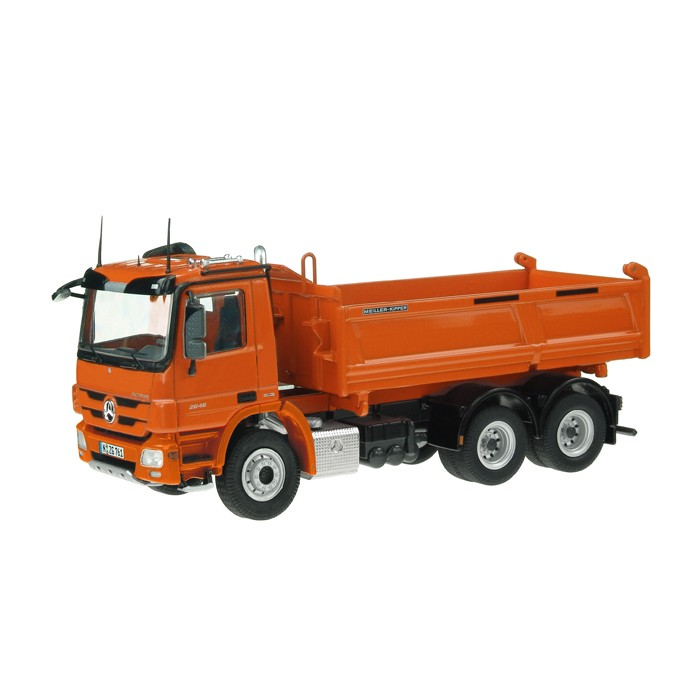
NZG製のトラックの模型

NZG（英：エヌ・ゼット・ジー、独：エヌ・ツェット・ゲー、Nürnberger Zinkdruckguß-Modelle GmbH ニュルンベルクダイキャストモデルズの意）は、ドイツのニュルンベルクを拠点とするダイキャストのスケールモデルのメーカーで1/50 スケールの重量物運搬車と建設機械の玩具と販売促進用模型を生産する。製品は亜鉛合金製で頑丈である。
自動車の模型やジェット機やプレスによる模型も同様にNZGによって生産される。

## 歴史
NZGのウェブサイトによると1968年にGerhard Schmid と Betty Hauer によってNZG Modelleが家具会社の二階で設立された。事業は間もなくSigmundstraße工業団地の10,000 sq ft (930 m2)の工場に移転した。最初の模型はWeserhutte車輪式起重機だった。1974年以降NZGの商品構成は30に達しDavid Sinclairのカタログに収録された。 Sinclairは1960年代半ばにヨーロッパのブランドをアメリカへ最初に輸出した業者の一つである。以来、700種以上の異なる模型が生産され、毎年400,000台以上生産される。
1986年に会社の経営はInge Ludwig (née Schmid) と Hannelore Hauerが担当する。2000年にNZGは完全にLudwig家から離れた。現在はIngeと Michael Ludwigが会社を経営する。
生産される縮尺は1/25と1/50と1/87と同様に商用車の模型を1/43で生産する。特別な模型は300台から注文生産に応じる。

## 玩具ではなく、子供向けではない
NZGは多様なフォークリフト、発電機、超大型ダンプ等の重機を商品構成に揃える。キャタピラーと他のエンジンと機械も同様に手掛ける。道路用のロードローラー、アスファルト剥がし機、大型起重機、ドリルも同様に手掛ける。

### 自動車販売促進用精密模型
NZG製のポルシェとメルセデスベンツのダイキャスト模型自動車は時折販売促進用に使用される。NZGのメルセデスダイキャスト販売促進用模型は一般的に販売会社で見られ、単純だが青い印のある銀色の箱に納められる。梱包はアウディの模型を販売するコンラッドモデルズと同様にメルセデスベンツと同様にBMWの販売促進用模型を手掛けるカーソルモデルの概念に似ている。
大半の模型自動車は1/43の縮尺だが、No. 82 Mercedes 420/500/560 SECクーペのようないくつかの模型はより大きい1/35スケール(全長はおよそ5½インチ)である。他のメルセデスの車種は380 SEC / 500 SEC と 280 SEL セダン である。 台座には"ドイツ連邦共和国製"と記される。台座の注意書きにはこれらの模型は"玩具や子供向けではありません"と記される。
大半のNZGの自動車は1980年代から1990年代に生産された。多様な商用車(フィアット、プジョー、シトロエン)も同様に1990年代に生産された。2002年にはトラックや建設機械に注力し続けたので自動車の生産は無かったと見られる。多くの自動車模型が生産され、手ごろな値段で入手できた。

## 関連記事
- 建設機械模型
- 建設機械
- ダイキャスト・トイ
- スケールモデル
- マイクロ'67